# Was vom Tage übrigblieb
Was vom Tage übrigblieb (in neuen Ausgaben Was vom Tage übrig blieb, engl. Originaltitel: The Remains of the Day) ist ein Roman des britischen Schriftstellers und Literatur-Nobelpreisträgers Kazuo Ishiguro aus dem Jahre 1989 in der deutschen Übersetzung von Hermann Stiehl, für den Ishiguro noch im Jahr der Erstveröffentlichung mit dem Booker Prize ausgezeichnet wurde. 2015 wählten 82 internationale Literaturkritiker und -wissenschaftler The Remains of the Day zu einem der bedeutendsten britischen Romane.

## Inhalt
In Ishiguros Roman erzählt der Butler Stevens von seinem Leben auf dem Landsitz Darlington Hall im Bezirk Oxfordshire. Nach dem Tod des Lords einige Jahre zuvor wurde der Besitz an den amerikanischen Millionär Farraday verkauft, der herrschaftliche Betrieb stark eingeschränkt, viele Räume eingemottet und das Dienstpersonal bis auf wenige reduziert. Wie sich herausstellte, waren die Eingriffe zu stark, um die verbliebenen Aufgaben zu bewältigen, und es musste neu disponiert werden.
Hier beginnt die Romanhandlung. Farraday bietet Stevens an, er könne während seines fünfwöchigen Aufenthalts in den USA im Spätsommer 1956 zur Erholung im alten herrschaftlichen Ford durch England fahren. Stevens verbindet die Reise mit einem Besuch bei der ehemaligen Haushälterin Miss Kenton in Cornwall, die ihm in einem Brief mitgeteilt hat, sie habe sich von ihrem Ehemann getrennt, und die der Butler nun zurückholen will, um die durch die vielen Entlassungen entstandene Lücke im Personal mit einer zuverlässigen Kraft zu schließen.
Während der einwöchigen Fahrt erzählt Stevens von seinen Erinnerungen an die gute alte Zeit und stellt seine Theorie vom perfekten Butler vor: Im Kern steht die Würde des Dienstmannes, d. h. das Zurücktreten aller persönlichen Bedürfnisse hinter der Rolle. In Lord Darlington glaubte er, den idealen Arbeitgeber gefunden zu haben, dem er vertraute und dem er zum gesellschaftlichen Erfolg verhelfen wollte. Er erfüllte seine Aufgabe mit höchster Diskretion, bediente die Gäste mit formvollendeter Zurückhaltung, widersprach nie direkt, sondern signalisierte Zustimmung und wich Diskussionen aus. Seine größte Genugtuung war es, wenn er mit seinem Team ein großes Dinner ohne Pannen bewältigt hatte, die Übernachtungsgäste zufrieden abgereist waren und der Lord ihn lobte. Das Persönliche musste zurückstehen, z. B. als er nicht beim sterbenden Vater sein konnte, weil er den internationalen Konferenzteilnehmern zur Verfügung stehen musste. Miss Kenton sprang für ihn ein und schloss an seiner Stelle die Augen des Toten. Doch ihre Freundlichkeit und Annäherungsversuche, als sie sein karges Arbeitszimmer mit einem Blumenstrauß schmücken wollte oder sich für seine Privatlektüre interessierte, wies er generell brüsk zurück und beschränkte die Gespräche auf dienstliche Themen. Dass er einen Liebesroman aus Darlingtons Bibliothek las, versuchte er ihr zu verheimlichen und erklärt dem Leser, wenig glaubwürdig, diese Lektüre mit seinen Fortbildungsbemühungen in eleganter gesellschaftlicher Konversation. Kennzeichnend für seine Verdrängung persönlicher Bedürfnisse ist auch die trockene Sprache, in der er diese Geschichten erzählt. Sie wirkt bürokratisch genau, kontrolliert und diszipliniert. Er relativiert seine Aussagen über gelegentliche ihm widerfahrene unfreundliche Behandlung oder unberechtigte Kritik sofort durch Überlegungen über entlastende Motive oder situative Stimmungen der Personen, um dem Eindruck mangelnder Fairness vorzubeugen. Er passte sich immer an, das war er seinem Dienstherren schuldig, zumal er diesen als Menschenfreund und um Ausgleich bemühten friedenstiftenden Politiker schätzte.
Denn auf dessen Landsitz fanden Konferenzen und teils geheime Treffen bedeutender europäischer Politiker statt. Dort setzte sich Darlington für eine Lockerung der im Friedensvertrag von Versailles festgeschriebenen deutschen Reparationen nach dem Ersten Weltkrieg ein und war später ein Vertreter der Appeasement-Politik des britischen Premiers Neville Chamberlain. Er geriet zeitweise in den Einfluss der „Schwarzhemden-Organisation“, und Stevens musste auf seine Anordnung zwei jüdische Dienstmädchen entlassen. Während Miss Kenton dem widersprach und mit ihrer Kündigung drohte, führte er den Befehl aus, obwohl er dies bedauerte, weil es sich um zuverlässiges Personal handele, das schwer zu ersetzen sei. Diese Erklärung ist für seine Arbeitsauffassung bezeichnend, die menschliche Aspekte ausklammert, für ihn selbst wie für die anderen. Darlington begeisterte sich auch für das Führerprinzip des Faschismus und sah die westlichen Demokratien als nicht mehr zeitgemäß an und unfähig, die Wirtschaftsprobleme der 20er und 30er Jahre zu lösen. Stevens übernahm seine Auffassung, die einfachen Bürger hätten zu geringe Sachkenntnisse, um über komplizierte Prozesse zu entscheiden. Das müsse man den Eliten überlassen. Auch als ein junger Freund Lord Darlingtons, Mr. Cardinal, während eines Geheimtreffens, an dem unter anderem Lord Halifax und der deutsche Botschafter von Ribbentrop teilnahmen, Stevens über Hitlers Machenschaften in Deutschland informierte und vor der naiven Appeasement-Politik warnte, hielt der Butler zu seinem Herrn. Auf Cardinals Frage „Können Sie so einfach zusehen, Stevens […] wie seine Lordschaft in den Abgrund stürzt?“ antwortete er: „Verzeihen Sie Sir, aber ich muss sagen, dass ich volles Vertrauen in das Urteilsvermögen seiner Lordschaft habe“. Als loyaler und seinem Herrn ergebener Butler stellte er nie dessen Motive in Frage und dachte nicht über seine Verstrickungen in den Nationalsozialismus nach. Obwohl in der Nachkriegszeit Darlington als „Nazifreund“ galt und als gebrochener Mann starb, räumt Stevens zwar Fehleinschätzungen seines Vorbildes ein, er entschuldigt ihn jedoch weiterhin durch seine besten Vorsätze, einen Krieg zu verhindern, und mit der Unvorhersehbarkeit der damaligen Entwicklung in Deutschland. Seine ungebrochene Verehrung und seine Identifizierung wird an einer Szene deutlich: Nach einer Autopanne bei Moscombe in Devon wird er von freundlichen Dorfbewohnern beherbergt. Diese halten ihn wegen seines würdevollen Auftretens für einen „Gentleman“ und er traut sich nicht, die Wahrheit zu sagen. Stattdessen erzählt er ihnen in der Rolle des Adligen und Außenpolitikers von den prominenten Gästen, u. a. Churchill.
Hier kommt er zum ersten Mal mit der Dorfbevölkerung in Berührung, und er spürt den Kontrast zu seinem abgeschotteten Butler-Leben im goldenen Käfig von Darlington Hall. Der politisch engagierte Harry Smith vertritt eine entgegengesetzte Position zu Stevens elitärem Würdebegriff: „Zu den Vorrechten eines Menschen […] gehört es, dass er – ganz gleich, wer er ist und ob er reich oder arm ist –, dass er frei geboren ist und dass er seine Meinung frei äußern und seinen Parlamentsabgeordneten wählen und auch wieder abwählen kann“. Dieser Haltung der persönlichen Verantwortung steht die der Gefolgschaftstreue des Butlers gegenüber. Vor allem die Begegnung mit Mrs. Benn, der ehemaligen Miss Kenton, in Little Compton, Cornwall, führt zu einem Wendepunkt in Stevens’ Lebensauffassung und zum Eingeständnis der emotionalen Verkümmerung hinter seiner Distanz-Fassade. Nach ihrer Andeutung, sie hätte sich ein gemeinsames Leben mit ihm vorstellen können, lässt er einen Augenblick hinter seinen Panzer blicken und bekennt: „Wahrhaftig […] in diesem Augenblick brach mir das Herz“. Aber es ist zu spät, die Uhr wieder zurückzudrehen, und er bestärkt Mrs. Benn in ihrer nach dem letzten Krisenbrief getroffenen Entscheidung, wieder mit ihrem Mann, den sie im Laufe ihrer Ehe dreimal verlassen hat, zusammenzuleben und sich an ihrer Tochter Catherine und dem bald geborenen Enkelkind zu freuen. Er selbst beschließt an der letzten Station seiner Reise, auf dem illuminierten Pier des Seebads Weymouth inmitten einer froh gestimmten Schar Vergnügungssüchtiger, die alte steife Butler-Einstellung aufzugeben, sich der neuen Zeit und der lockeren Kommunikation mit unterhaltsamen Scherzen anzupassen und das, was vom Tage übrigbleibt, so gut es geht, zu genießen.

## Literarische Bedeutung
Der Literaturtheoretiker Wayne C. Booth merkt 2005 an, dass neben der Figur des Huckleberry Finn von Mark Twain in literarischen Werken selten eine so durchweg zweifelhafte Stimme („a consistently dubious voice“, siehe unzuverlässiges Erzählen) geschaffen wurde wie die des Butlers in diesem Werk.

## Kritik
„In ihrer Analyse des Romans referiert Bettina Steinhage zwei Lesarten: entweder als ein Werk, das ‚mit der Wahrnehmung und Darstellung von Vergangenheit befasst ist und daraus die Frage entwickelt, in welchem Zusammenhang Geschichte mit der Gegenwart steht‘, oder als ‚universales Lehrstück über fehlgeleiteten Idealismus und die persönliche Tragödie eines Menschen‘ (190). Vermutlich trifft beides zu: The Remains of the Day ist eine allgemeine Charakterstudie über verzerrte Wahrnehmung, aber auch eine historisch exakte Auseinandersetzung mit der Kehrseite vielgepriesener britischer Tugenden wie Reserviertheit, Diskretion, Würde und Loyalität. Dass der in Nagasaki gebürtige, jedoch früh in England sozialisierte Ishiguro den Leser mit Hilfe einer subtilen Erzählweise in die Interpretation seiner Figuren einbezieht, macht die eigentliche Stärke des Romans aus.“

## Trivia
In der Internetzeitung Netzpolitik.org ist „Was vom Tage übrig blieb“ eine Rubrik, in denen aktuelle Themen, zu denen kein eigenständiger Artikel geschrieben wurde, zusammengetragen werden.

## Ausgaben
- The Remains of the Day. Faber and Faber, London 1989, ISBN 0-571-15310-0.
- Was vom Tage übrigblieb. (Aus dem Englischen von Hermann Stiehl) Rowohlt, Reinbek bei Hamburg 1990, ISBN 3-498-03210-0.
- Was vom Tage übrigblieb. (Aus dem Englischen von Hermann Stiehl) btb-Taschenbuch, München 2005, ISBN 3-442-73309-X.
- Was vom Tage übrig blieb. (Aus dem Englischen von Hermann Stiehl) Heyne (Taschenbuch), München 2016, ISBN 978-3-453-42160-8.
- Was vom Tage übrig blieb. (Aus dem Englischen von Hermann Stiehl. Mit Illustrationen von Janna Klävers.) Büchergilde Gutenberg, Frankfurt am Main 2021, ISBN 978-3-7632-7208-2.

## Adaptionen
- 1993: The Remains of the Day (Was vom Tage übrig blieb). Verfilmung unter der Regie von James Ivory mit Emma Thompson und Anthony Hopkins in den Hauptrollen.
- 2003: The Remains of the Day. Hörspiel in zwei Teilen in der Bearbeitung von Daniel B. Yates mit Ian McDiarmid in der Hauptrolle, gesendet von BBC Radio 4 am 8./15. August 2003.[8]
- 2010: The Remains of the Day. Musical unter der Regie von Chris Loveless, Uraufführung am 1. September 2010 im Union Theatre in London.[9]
- 2017: Was vom Tage übrig blieb. Hörbuch. Ungekürzte Lesung mit Gert Heidenreich (ca. 8 St. 51 Min.), Verlagsgruppe Random House.